# Millerita mozgalom

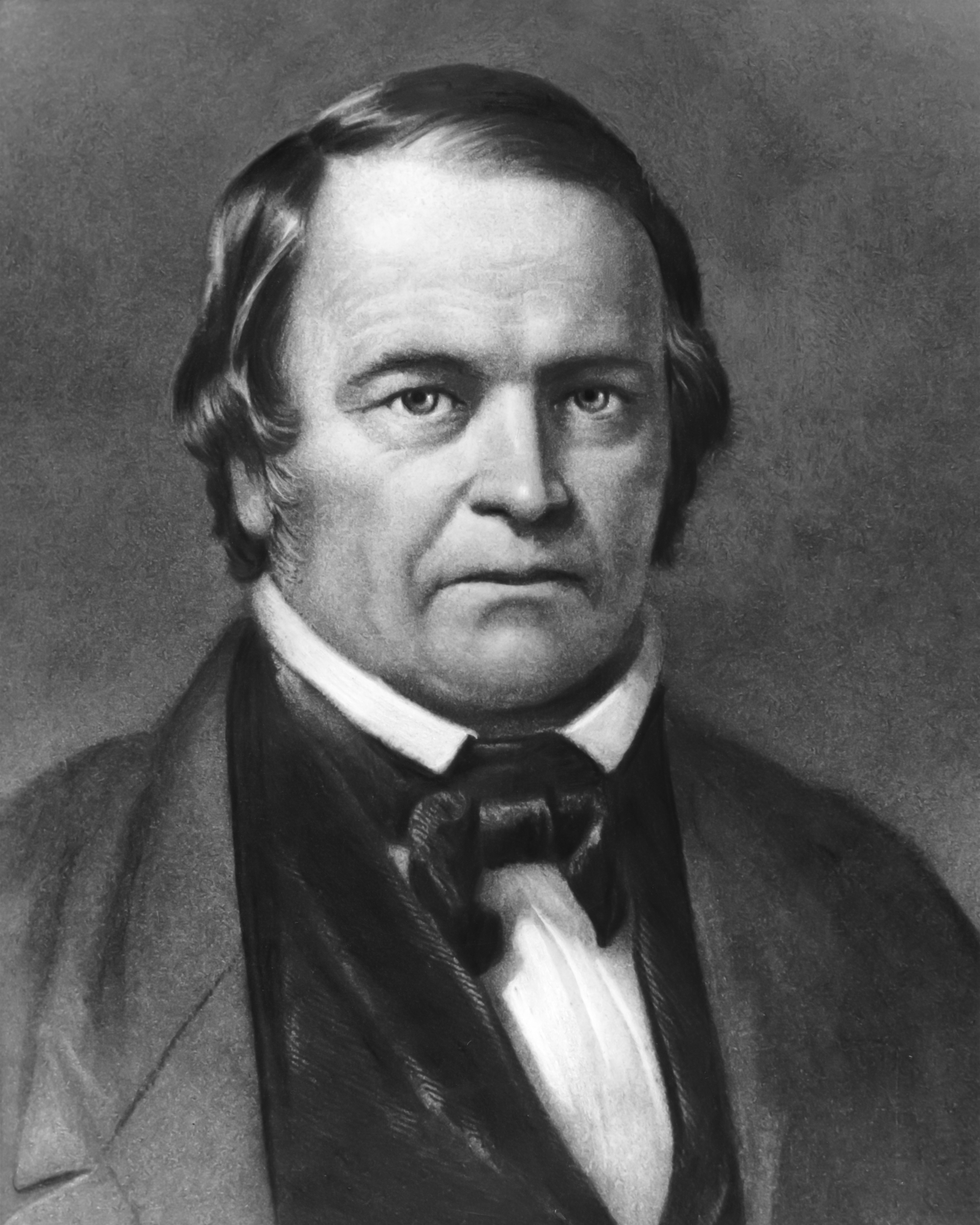
William Miller

A millerita mozgalom 19. századi ébredési mozgalom, amelynek fő tanítását Jézus Krisztus 1843-44-ben történő második eljövetele képezte. A mozgalom William Millerről, e tanítás elindítójáról és hirdetőjéről kapta nevét. E mozgalom híveiből váltak ki a későbbi adventista egyház alapító tagjai.

## Eredete
Miller tehetős farmer volt, aki amatőr Biblia-tanulmányozó és baptista hívő volt. New York állam északi részén élt, az úgynevezett (metafizikai értelemben) felégetett körzetben. Betű szerint értette a Genezis első néhány versét, sok bibliai esemény dátumozását; Miller úgy hitte, hogy pontos dátumok számolhatóak ki, a próféciák fontos állításokkal vannak tele. 1830-ra Miller Dániel, Ezékiel és a Jelenések könyve segítségével megállapította, hogy Jézus születési dátuma, a Jeruzsálemi templom lerombolása, a Messiás megjelenésének dátuma mind pontosan kiolvashatóak a próféciákból. Ezeket a következtetési szabályokat határozta meg:
1. Egy (prófétai) nap mindig egy évet jelent.
2. A hetvenhét (Dániel 9:24) és a 2300 nap (Dániel 8:14) ugyanakkor kezdődött.
3. James Ussher-féle (anglikán érsek) kronológiát követve a visszaszámlálás i. e. 457-ben (Hosszúkezű Artakhsaszjá ekkor engedélyezte Jeruzsálem falainak újjáépítését) kezdődött.
4. Világméretű „szellemi szentély” a keresztény egyház, és meg lesz tisztítva, amikor a Krisztus visszatér a Földre a Második Eljövetellel.

Komoly bibliatanulmányozása nyomán arra jutott, hogy Krisztus visszajövetele és a Millenniumi Királyság beiktatása 1843 körül fog bekövetkezni.
Miután a felfedezéseit nyomtatásban is kiadta, prédikációs körutak alkalmával terjesztette. Rengeteg meghívást kapott különböző egyházaktól, és lelkesen hirdette, hogy Krisztus hamarosan visszatér. Miután 1843-ban az esemény elmaradt, a zsidó naptárral összeegyeztetve 1844-re módosította a jelenlegi világrendszer utolsó napját. 1844. október 22. a karaita zsidó naptári év utolsó napja lett a dátum, amelyet a millerita mozgalom hívői számára Jézus visszatérésének napja. Körülbelül százezer millerita várta ezt az áldott reménységet. Sokan eladták farmjukat, házukat, felmondtak a munkahelyükön, hogy terjeszthessék az evangéliumot az utolsó napokban. Nem csak a milleriták fogadták el ezt az időpontot, a bahái hitűek is ezt az évet tartották a próféciák beteljesülése napjának.

## A mozgalom kiterjedése
Dániel és a Jelenések könyvének apokaliptikus (gör. "rejtett dolgokat feltáró") képeit több újság és adventista teológiai irodalom is felkapta. Így sokan beszéltek róla, de még a tőzsdére is hatással volt. Nehogy valaki azt gondolja, hogy Miller és követői tévednek, a bibliai kutatásaikat is közreadták, a második nagy ébredés elindult az egész világon.
Bár Millernek nem volt teológiai végzettsége, szerte a világban támogatókat talált, de Európában már jóval előtte is felfedezték az 1843-1844-es évet mint Krisztus visszatérésének évét. (Walter Martin, The Kingdom of the Cults, (1997-es kiadás), pp. 521–522.)
A mozgalom komoly szerepet töltött be Amerika vallástörténetében.

## Új nézetek beépülése
Jézus Krisztus azonban nem jelent meg a megadott időpontban, ugyanis a prófécia nem fizikai megjelenésére, hanem a "szellemi szentély" megtisztításának megkezdésére utal. A fizikai megjelenés nélkül eltelt 1844-et követő nagy csalódás azt eredményezte, hogy legtöbben visszatértek korábbi vallásukhoz, vagy végleg elfordultak az egyháztól, de maradt néhány olyan követő, akik újraértelmezték a második eljövetel jelentését, vagy új dátumot jelöltek meg. Sokan látomásokat, angyalokat hívtak segítségül, bibliai próféciákkal azonosították saját tevékenységüket. Gyakran különféleképpen átértelmezték a Nagy csalódást, alternatív történelmet, új teológiát, politikát és tudományt alkottak. Néha nyíltan visszautasítják a tudást, és összeesküvés-elméleteket szőnek jól körülhatárolható csoportok ellen. Egyes szektáknál zaklatják is az azt elhagyó tagokat.
William Miller mélyen elszomorodva kért bocsánatot tévedéséért, s bár nem értette, hol tévedett, hitét nem adta fel. Továbbra is azt vallotta, hogy Jézus hamarosan visszatér e földre őszinte követőiért, de nem kell további dátumokat meghatározni.
A millerita mozgalom legtöbb nézetét a Baptista egyház, Presbiteriánus Egyház, Metodista Egyház, Cambellita mozgalom fő vonalától kölcsönözték. Csak a nagy csalódás után távolodott el ezektől az elődöktől. Néhány modern követője evangelizáló protestáns kereszténynek nevezi magát.
Mások azt állítják, hogy csak az ő hitük az igazi kereszténység; a protestantizmus, a katolicizmus és a júdaizmus kiváltására készülnek.
Néhány csoport nagy hangsúlyt helyez az elveszett igazság, az étrend, a lélek feltételezett halhatatlanságára, a sabbath-napra, a bibliai próféciák interpretálásának módjára. A legfontosabb jellemző mégis az, hogy megpróbálják a korai, őskeresztény imádatot, tanítást helyreállítani.
Gyakran használják a jelen igazság és az új világosság kifejezéseket a keresztény nagyegyházak hagyományaitól eltérő nézeteik gyűjtőneveként.

## Apokaliptikus irányzat
Úgy hitték, hogy Krisztust beiktatják Millenniumi Királyságába, de kezdetben kevésbé gondolták, hogy ennek az lesz a jele, hogy véget ér a világ. A második nagy ébredés alapjában véve optimista volt a haladást és az eszkatológiát illetően; Isten királyságát várták egy új történelmi korszakként. Krisztus eljövetelét a milleriták kataklizmusként értékelik, ami elpusztítja majd a korábbi világrendszert annak követőivel együtt, de azokat a millerita csoportokat is, amelyek továbbra is a parousia(második eljövetel) szellemi értelemben való bekövetkezését vallják.
1844-ben és a későbbi években egyre fenyegetőbbé vált, egy hamarosan bekövetkező katasztrófával fenyegetett; a modern világ teljesen lebomlik, az utolsó fázisban pedig maga Jézus jelenik meg látható alakban, személyesen. A Jelenések könyve kijelöl egy helyet is, ahol mindez bekövetkezik: (Armageddon). A különbség a gyilkos szekták és a milleriták között az események bekövetkezésének módja; nem a milleritáknak kell tenniük a katasztrófák, mészárlás bekövetkezéséért vagy saját Mennybemenetelükért.
Némelyek úgy hiszik, hogy világméretű konfliktus fog bekövetkezni, amikor megjelenik az antikrisztus is, vagy a megjelenése után kezdődik el ez a harc. A célja az lesz, hogy félrevezesse a vallásos embereket, a világ hadait az igazi keresztények ellen vezesse. Az Amerikai polgárháború, a két világháború, a nagy gazdasági világválság, a közel-keleti események gyakran sátáni befolyás bizonyítékaként kerülnek interpretálásra. Csak akik éleslátásúak, fogják ezt az igaz prófétai üzenetet megérteni, a különböző nemzetből származó ilyen személyek a nap végén terjeszteni fogják ezt az evangéliumot; figyelmeztetik a bűnösöket, vallásokat a rájuk váró megsemmisítésre, hogy megtérjenek, mert csak kevés megtérő fogja mindezt túlélni.
A tanítások szerteágazóak. A millerita mozgalom utódainak különböző elképzeléseik vannak az utolsó időkben bekövetkező eseményekről, a csata előtt bekövetkező előjelekről, az igaz egyház ismertetőjeleiről. Az hetedik napot ünneplő adventisták szerint a hetedik nap, a nyugalomnap, a szombat, azaz a Sabbath, és ez kulcsfontosságú az imádatban. A mithraizmusból eredeztethető vasárnapünneplés a fenevad jele, amelyről a Jelenések könyvében olvashatunk.
Ezek az egyházak és vallási csoportok általában azt állítják, hogy szigorúan ragaszkodnak a Biblia szó szerinti értelmezéséhez, különös hangsúlyt fektetnek a próféciák jelenkori teljesedésére, felhívják a figyelmet a tudományos-egészségügyi-jótékonysági kockázatokra. Így nem hagyományos hitük és különös szokásaik gyakorlására, az egyházukhoz való különösen erős ragaszkodásukra ösztönzi a követőket. Teljesen elkülönülnek más egyházaktól, elutasítják az állami irányítást. Úgy tartják, hogy a próféciákban szóltak történelmi eseményekkel azonosíthatók,  magukon találják beteljesedni a próféciákat, továbbá néhányan azt mondják, hogy csak isteni kegyelmi éleslátással, vagy különleges és csodálatos látomások útján lehet megismerni az igazi Bibliát.
A mai legnagyobb millerita csoport a Hetednapi Adventista Egyház, amelynek hivatalosan 18 millió követője van.
Charles Taze Russell volt az egyik legfontosabb alakja annak a mozgalomnak, amelyre nagy hatással voltak a milleriták. Bár ő nem volt adventista, sok exmillerita csatlakozott hozzá.

## Kapcsolat más kortárs mozgalmakkal, millerita-ellenesség
Az amerikai demokrácia teljes vallásszabadságot engedélyezett; a gyülekezetek pedig a demokratikus szervezeti rendszert vették át, maguk kívántak szavazással dönteni vallási kérdésekben is. Sok hasonló felépítésű vallási mozgalom indult így Új-Angliától New Yorkig: mindet Krisztus második eljövetele köré építették fel.
Csak kevés bizonyíték utal arra, hogy az adventizmus és a Latter Day Saint mozgalom között kapcsolat lett volna. Azonban mindketten eretneknek tekintették a mormonokat; 1842-ben Joshua V. Himest, akit Miller halála után az egyik legfontosabb millerita vezetőnek tekintettek, utánnyomtatta a visszaállítási mozgalom befolyásos prédikátorának, Alexander Campbellnek 1832-es röpiratát, amely élesen kritizálta a mormonizmust, elítélően „Mormon csalás” -nak nevezte. Szélhámosságként, csalásként értékelte a mormonizmust.
Sok millerita közvetlen kapcsolatban volt a 19. századi Visszaállítási mozgalommal (Restoration movement); sok millerita vezető a resztorációs New England Christian Connexionnek is vezetője volt. A központosítás-ellenes resztoráció-pártiak hatása következtében a millerita csoportok vonakodtak nevesített felekezetbe tömörülni. Amikor 1844-ben sem következett be Krisztus második eljövetele, a mozgalom sok kis szektára bomlott fel. A legtöbb adventista gyökerű hit, ma már az evangelikalizmusból (nem azonos az evangelizmussal) veszi tantételeit.
A hasonlóképpen szerteágazó örökösökkel rendelkező premillenista mozgalmat gyakran összetévesztik a millerita mozgalommal, de még csak közvetlen kapcsolatban sincs vele (a premillenizmus a millenizmus keresztény vonala).  Külön fejlődött a 19. század utolsó harmadában, sok nézetet kölcsönöztek a millerita mozgalomtól – különösen a próféciák értelmezését és a jövőt illetően –, de nem közvetlenül, hanem alapos átértelmezés után. Unitariánus hagyományok náluk már szinte meg sem jelennek, a Sabbatizmust teljesen elutasítják, mint a brit Judaizmus részét. Protestánsnak tartják magukat, de inkább evangelikál nézeteket vallanak; ez a hit népszerű a keresztény fundamentalisták között. Néhány csoportjuk a millerita úttörők nyomán számolja Jézus visszatérésének dátumát, vagy az apokalipszist, a végidő jeleit várják, de szigorúan elhatárolják magukat a millerita és adventista mozgalmaktól.
Joanna Southcottot, az önjelölt próféta követőit is gyakran a milleriták közé sorolják. Ms. Southcottról úgy tartják, hogy ő a Jelenések könyve Napba öltözött asszonya. Úgy gondolta, hogy 1814. október 19-én szüli meg az igazi messiást – ez a dátum a milleritáknál nem játszott szerepet –, de vízkórban elhunyt, a követői pedig továbbra is bíztak a próféciáiban, és a megígért Shiloht várták. Azonban gyakran a nő nevéhez kötik az Utó-nagy kiábrándulást, de hasonló csoport volt a milleritákhoz hasonló, de tőlük elkülönülő Swedenborgianism és a The United Order of Believers (Shakers), akikhez sok millerita később csatlakozott is.

## Hatása
Amikor nem teljesültek az elvárások, bekövetkezett a nagy kiábrándulás, de a mozgalomnak maradtak követői. A legnagyobb mai millerita csoport a Hetednapi Adventista Egyház, de számos kis vallási csoport él az eredeti elvek szerint.
Charles Taze Russell és a Bibliakutató mozgalom (1917-ben szkizma következett be, legnagyobb csoportjuk 1931 óta Jehova Tanúi néven ismert) is kezdetben kapcsolatban állt a mozgalommal. A bahái hit is elfogadja William Miller számításait.

## Külső hivatkozások
- Adventizmus alapjai az írásokból Archiválva 2012. október 26-i dátummal a Wayback Machine-ben – cikk
- William Sears: Thief in the Night (Tolvaj az éjszakában), (1961) – könyv
- Signs of the Times – millerita újság (1840-1841)
- The Midnight Cry – millerita újság (1842)
- "Mormon Delusions and Monstrosities," [Boston: J. V. Himes, 1842]